# Последняя плоть
Последняя плоть (англ. Final Flesh) — американский независимый сюрреалистический комедийный фильм 2009 года режиссёра Айка Сандерса по сценарию Вернона Четмэна, спродюсированный PFFR. Фильм был снят путём отправки наиболее заведомо абсурдных и нелепых сценариев четырём различным компаниям, которые специализируются на изготовлении заказной фетиш-порнографии, а порноактёры разыгрывали сценарии, включающие большое количество обнажённой натуры, а также короткие сцены мастурбации. Final Flesh рассказывает очень расплывчатую историю о семье, живущей недалеко от эпицентра предстоящего взрыва ядерной бомбы. Фильм почти полностью состоит из непоследовательных сюжетов, намеренно созданных так, чтобы результат получился как можно более случайным и бессмысленным.

## В ролях
- Мелвин — мистер Поллард
- Ивонн — миссис Поллард
- Кеша — Пэм Поллард

## Критика
Реакция на «Последнюю плоть» в основном была сосредоточена на его единственном в своём роде методе производства и его чрезвычайно сюрреалистическом характере. AllMovie описывает создание фильма так: «Самое важное в «Последней плоти» — это не повествование, а то, как он был снят. Вернон Четмэн, соавтор сериалов «Чудо-шоузен» и «Ксавьер: Ангел-ренегат», написал намеренно абсурдный и претенциозный сценарий о термоядерном конце света, а затем разделил его на четыре действия. Каждый акт был отправлен в отдельную независимую видеокомпанию для взрослых, каждая из которых специализируется на разыгрывании фетиш-сценариев, представленных любителями за определённую плату. Затем Четмэн собрал четыре законченных сегмента в «Последнюю плоть», и никто из актёров, технических специалистов или режиссёров, предположительно, не был осведомлён о сатирической природе проекта». Журнал Vice заявил, что Final Flesh «может стать шедевром Четмэна». Сайт The A.V. Club заявил, что «если бы у него не было чувства юмора, Final Flesh оказался бы в художественном музее». Интернет-журнал Tiny Mix Tapes оценил «Последнюю плоть» в 3½ звезды из 5, отметив, что фильм «действительно достигает своей цели — показать, как фетиш одного мужчины — независимо от того, насколько он глуп или написан по сценарию — может быть грязью для другого».